# Tracy Chapman
Tracy Chapman (født 30. marts 1964) er en amerikansk singer-songwriter, bedst kendt for sine singler "Fast Car", "Talkin' 'bout a Revolution", "Baby Can I Hold You", "Give Me One Reason", "The Promise" og "Telling Stories".
Hun har vundet et hav af priser, bl.a. Grammy Award.

## Biografi
Tracy Chapman er født i Cleveland, Ohio og begyndte at spille guitar og skrive sange da hun var 8 år.

## Karriere
Da Chapman gik på college begyndte hendes gadeoptrædener at give resultater. Efter at have afsluttet sine eksamner underskrev Chapman en kontrakt med Elektra Records. Efterfølgende (1988) udkom albummet 'Tracy Chapman'. Albummet var samfundskritisk. Chapman begyndte at turnére og fik opbygget sig en god fanbase. I anledningen af Nelson Mandelas 70 års fødselsdag optrådte Chapman kort tid efter til Mandelas mindekoncert. Chapmans hit "Fast Car" begyndte at dukke op på hitlisterne i U.S.A. "Fast Car" lå på en 6. plads på listen over de 100 mest hotte sange i U.S.A. Efterfølgende fulgte, "Baby Can I Hold You" og "Talkin' 'bout A Revolution" også med op på hitlisterne. Albummet solgte godt. Det solgte dobbelt platin, indbragte tre Grammy-priser og prisen som "Årets nye navn". Senere det år, 1988, blev Chapman udvalgt til at turnére verden rundt for Amnesty International. 
Chapmans efterfølgende album var ikke nær så succesfuld, men solgte stadig platin.

## Diskografi

### Albums
- Tracy Chapman (1988)
- Crossroads (1989)
- Matters of the Heart (1992)
- New Beginning (1995)
- Telling Stories (2000)
- Let It Rain (2002)
- Where You Live (2005)
- Our Bright Future (2008)